# زینب فاسیکی
زینب فاسیکی (به عربی: زینب فاسیکی‎، متولد ۲۱ ژوئیه ۱۹۹۴) یک گرافیست مراکشی، فعال حقوق زنان و مهندس مکانیک است. او پس از رمان گرافیکی (Hshouma, corps et sexualité au Maroc) پس از سال ۲۰۱۹ در سطح بین‌المللی شناخته شد. که از فرانسه به عربی مراکشی، اسپانیایی، گالیسی و ایتالیایی ترجمه شده است.

## زندگی و پیشه
او که در شهر فاس به دنیا آمد و بزرگ شد، طراحی را از چهار سالگی آغاز کرد. در سال ۲۰۱۴، او به کازابلانکا نقل مکان کرد، جایی که از آن زمان در آنجا زندگی می‌کند. فاسیکی به مجموعه کتاب‌های مصور اسکفکف پیوست و در سال ۲۰۱۷ اولین کمیک استریپ فمینیستی به نام اومور (چیزها) را منتشر کرد که در آن به بررسی مشکلات زندگی یک زن در مراکش پرداخت. او از طریق شخصیت‌های سه زن جوان مراکشی، نابرابری‌های اجتماعی بین زن و مرد را محکوم کرد.
آثار او که در رسانه‌های اجتماعی و به عنوان رمان‌های گرافیکی منتشر می‌کند، از سانسور، تابوها و مفاهیم شرم در مراکش انتقاد می‌کند. او علاوه بر کار آزاد، بنیان‌گذار گروه جمعی «قدرت زنان» است که از بیست زن برای شرکت در کارگاه‌های آموزشی دربارهٔ حقوق زنان حمایت کرد.
بسیاری از تصویرسازی‌های فاسیکی، خودنگاره‌ای هستند، اغلب به صورت برهنه، با الهام از زنان در حمام سنتی مراکشی یا به‌عنوان شخصیت‌های کمدی مانند واندر وومن نقاشی شده‌اند. یکی از تصاویر شناخته شده او یک چهره برهنه و کاملاً سبز از خودش است که در آن مراقب کازابلانکا است. او با عنوان محافظ کازابلانکا، این چهره را تلاشی برای مبارزه با آزار و اذیت روزانه در خیابان می‌داند. در کمیک‌هایش زن‌ها گاهی چشم ندارند، چون می‌گوید من زنان را در جامعه‌ام مجسمه می‌بینم و می‌خواهم انسان‌هایی آزاد باشند. یکی از کمیک‌های او بر اساس تجربه شخصی از آزار و اذیت در وسایل حمل و نقل عمومی بود و به نام «اتوبوس‌ها برای حمل و نقل مردم ساخته می‌شوند، نه برای تجاوز به دختران.» او همچنین ادعا کرده است که هرگز در مراکش یا با هنر گرافیک خود احساس آزادی نکرده است، جایی که چاپگرها تمایلی به چاپ آثار او ندارند. او ترجیح می‌دهد زنان را بدون لباس، قوی و نترس به تصویر بکشد و سعی می‌کند بدن زنان را در هنر و رسانه بدون تابو به تصویر بکشد. مانند کمیک‌هایش در مورد تربیت جنسی که در مجله اسکفکف منتشر کرد، او می‌خواهد با خشونت علیه زنان و دیدگاه‌های مردسالارانه زنان به عنوان اشیاء جنسی مقابله کند.

### حشوما و سایر آثار گرافیکی
فاسیکی به خاطر مجموعه طراحی‌های خود در سال ۲۰۱۸ به نام پروژه حشوما در سطح بین‌المللی شناخته شد، جایی که او تصاویری به سبک کمیک از زنان برهنه را به تصویر می‌کشید و مخالفت با استانداردهای دوگانه و تابوهای جنسی بود. حشوما («شرم» در عربی مراکشی) اولین بار در سال ۲۰۱۸ در نمایشگاهی پس از یک کارگاه آموزشی در مرکز هنری ماتادرو در مادرید، اسپانیا، به نمایش گذاشته شد و بعداً به عنوان یک رمان گرافیکی به عربی مراکشی، فرانسوی، اسپانیایی و سایر زبان‌ها منتشر شد.
در اکتبر ۲۰۱۸، او با آژانس پناهندگان سازمان ملل در مراکش همکاری کرد تا داستانی از چهار پناهنده از جنوب صحرای آفریقا، از جمله زنی که در معرض ختنه زنان قرار گرفته بود، بسازد. در نوامبر ۲۰۱۸، آثار او در گالری هنری له کیوب در رباط به نمایش گذاشته شد، و در اکتبر ۲۰۱۹، او به خاطر کتاب کمیک حشوما به عنوان «رهبر نسل بعدی» مجله تایم انتخاب شد. در سال ۲۰۲۰، او کتاب فرانسوی L'amour fait loi دربارهٔ تبعیض جنسی را با متن‌هایی از نویسندگان مراکشی و فرانسوی مانند عبدالله تایا، لیلا سلیمانی و دیگران به تصویر کشید.
فاسیکی، نوال السعداوی، نویسنده فمینیست مصری و مرجان ساتراپی، گرافیست فرانسوی-ایرانی را به عنوان عوامل تأثیرگذار نام برده است و می‌خواهد با روایت‌های غربی دربارهٔ زنان در خاورمیانه و شمال آفریقا به عنوان «یا فراجنس یا سرکوب شده» مقابله کند.

## آثار چاپ‌شده
- L'amour fait loi - تصاویر زینب فسیکی، Éditions Le Sélénite، ۲۰۲۰
- Hshouma: Corps et Sexualité au Maroc. نسخه‌های عربی و فرانسوی، نسخه‌های Massot، 2019[۱۶]
- فیروز در مقابل جهان (۲۰۱۸)
- Omor: Only between us (2017)[۱۷]